# Conopia acerrubri
Conopia acerrubri är en fjärilsart som beskrevs av Engelhardt 1925. Conopia acerrubri ingår i släktet Conopia och familjen glasvingar. Inga underarter finns listade i Catalogue of Life.